# Rajd Volán 1978
Rajd Volán 1978 (10. Volán Rallye 1978) – 10. edycja rajdu samochodowego Rajd Volán rozgrywanego na Węgrzech. Rozgrywany był od 26 do 28 maja 1978 roku. Rajd był drugą rundą Rajdowego Pucharu Pokoju i Przyjaźni w roku 1978 oraz trzecią rundą Rajdowych Mistrzostw Węgier w roku 1978.

## Klasyfikacja rajdu
| Miejsce                                  | Kierowca               | Pilot                   | Samochód               | Czas                   | Strata                 |                        |
| Klasyfikacja generalna                   | Klasyfikacja generalna | Klasyfikacja generalna  | Klasyfikacja generalna | Klasyfikacja generalna | Klasyfikacja generalna | Klasyfikacja generalna |
| ---------------------------------------- | ---------------------- | ----------------------- | ---------------------- | ---------------------- | ---------------------- | ---------------------- |
| 1.                                       | Attila Ferjáncz        | János Tandari           | Renault 5 Alpine       | 1:29:02                | –                      |                        |
| 2.                                       | Andris Reimanis        | Andris Zvingevics       | Lada VAZ 21011         | 1:32:11                | +3:09                  |                        |
| 3.                                       | Leo Pavlík             | Oldřich Gottfried       | Škoda 130 RS           | 1:32:14                | +3:12                  |                        |
| 4.                                       | János Tóth sen.        | László Faludy           | BMW 2000 Ti            | 1:33:28                | +4:26                  |                        |
| 5.                                       | Bogdan Wozowicz        | Witold Wozowicz         | Lada VAZ 21011         | 1:34:21                | +5:19                  |                        |
| 6.                                       | Jiří Šedivý            | Jiří Janeček            | Škoda 130 RS           | 1:34:33                | +5:31                  |                        |
| 7.                                       | Radoslav Petkov        | Kostadin Gurlev         | Lada VAZ 21011         | 1:35:13                | +6:11                  |                        |
| 8.                                       | Antonín Císař          | Pavel Schovánek         | Škoda 130 RS           | 1:35:35                | +6:33                  |                        |
| 9.                                       | Jaroslav Mahr          | František Mahr          | Škoda 130 RS           | 1:36:11                | +7:09                  |                        |
| 10.                                      | Jan Trajbold st.       | Eva Trajboldová-Váchová | Škoda 130 RS           | 1:36:37                | +7:35                  |                        |
| Klasyfikacja RPPiP                       |                        |                         |                        |                        |                        |                        |
| 1.                                       | Andris Reimanis        | Andris Zvingevics       | Lada VAZ 21011         | 1:32:11                | 0                      |                        |
| 2.                                       | Leo Pavlík             | Oldřich Gottfried       | Škoda 130 RS           | 1:32:14                | +3                     |                        |
| 3.                                       | Bogdan Wozowicz        | Witold Wozowicz         | Lada VAZ 21011         | 1:34:21                | +2:10                  |                        |
| 4.                                       | Jiří Šedivý            | Jiří Janeček            | Škoda 130 RS           | 1:34:33                | +2:22                  |                        |
| 5.                                       | Radoslav Petkov        | Kostadin Gurlev         | Lada VAZ 21011         | 1:35:13                | +3:02                  |                        |
| 6.                                       | Antonín Císař          | Pavel Schovánek         | Škoda 130 RS           | 1:35:35                | +3:24                  |                        |
| 7.                                       | Jaroslav Mahr          | František Mahr          | Škoda 130 RS           | 1:36:11                | +4:00                  |                        |
| 8.                                       | Jan Trajbold st.       | Eva Trajboldová-Váchová | Škoda 130 RS           | 1:36:37                | +4:26                  |                        |
| Klasyfikacja Rajdowych Mistrzostw Węgier |                        |                         |                        |                        |                        |                        |
| 1.                                       | Attila Ferjáncz        | János Tandari           | Renault 5 Alpine       | 1:29:02                | –                      |                        |
| 2.                                       | János Tóth sen.        | László Faludy           | BMW 2000 Ti            | 1:33:28                | +4:26                  |                        |